# Raimon Panikkar
Raimon Panikkar Alemany, né le 2 novembre 1918 à Barcelone d'une mère catalane et catholique et d'un père hindou et mort le 26 août 2010 à Tavertet, près de Barcelone, est un écrivain catalan, docteur en philosophie, en chimie et en théologie. Il est aussi reconnu comme un spécialiste du bouddhisme. 

## Biographie
Ordonné prêtre en 1946, il enseigne en Inde à partir de 1954, puis, en 1966, devient professeur de philosophie orientale à l'université Harvard et à l'université de Californie à Santa Barbara. Après sa retraite en 1987, il revient en Espagne et s'installe définitivement à Tavertet, petit village de montagne situé Catalogne. Il y fonde, en 1988, un organisme appelé Vivarium - Centre d'études interculturelles, devenu depuis la Fundació Vivarium Raimon Panikkar , chargée de promouvoir la tolérance le dialogue entre les religions à travers le monde.
Il fut un des promoteurs du dialogue interreligieux hindou-chrétien. Il en avait fait son domaine de recherche et d'enseignement, tant en Inde (où il put rencontrer le père Henri Le Saux avec qui il fit le pèlerinage aux sources du Gange) qu'aux États-Unis. 
Il est l'auteur de plus 80 ouvrages et 900 articles sur la philosophie des sciences et les religions comparées, notamment El concepto de la Naturaleza (Le concept de la Nature — ouvrage tiré de sa thèse de doctorat, 1946), La trinidad y las religiones del mundo (La trinité et les religions du monde) et El dialogo interreligioso (Le dialogue interreligieux), ainsi que El silencio del Buddha. Una introducción al ateísmo religioso (Le Silence du Bouddha. Une introduction à l'athéisme religieux).

## Distinctions
Raimon Panikkar est lauréat, entre autres, du Prix national de littérature et du Prix international de l'essai Antonio Machado. En 1999 il reçoit la Creu de Sant Jordi, distinction décernée par la Generalitat de Catalogne.

## Œuvres en français (sélection)
- Le Christ et l’hindouisme, une présence cachée, 1972 [1970]
- Le dialogue intrareligieux, Aubier, 1985 [1978].
- Éloge du simple : le moine comme archétype universel, Albin Michel, 1995 [1993].
- Entre Dieu et cosmos : une vision non-dualiste de la réalité (entretiens avec Gwendoline Jarczyk), Albin Michel, Paris, 1998.
- L'expérience de Dieu Albin Michel, 2002 [2001].
- La Trinité : une expérience humaine primordiale, Éditions du Cerf, 2003
- Le silence du Bouddha : une introduction à l'athéisme religieux (traduit de l'espagnol par Jacqueline Rastoin), Actes Sud, 2006 [1996].
- Initiation aux Veda (Choix de textes de Milena Carrara), Actes Sud, 2003.
- La plénitude de l'homme Actes Sud, 2007 [2004].

### Ouvrages
- Robert Smet, Essai sur la pensée de Raimundo Panikkar. Une contribution indienne à la théologie des religions et à la christologie, Louvain-la-Neuve, Centre d'histoire des religions, 1981, 117 p.
- Robert Smet, Le problème d'une théologie hindoue-chrétienne selon Raymond Panikkar, Louvain-La-Neuve, Centre d'histoire des religions, 1983, 65 p.
- (en) Peter C. Phan (Ed.) et Young-chan Ro (Ed) (préf. par Rowan Williams), Raimon Panikkar: A Companion to his Life and Thought, Cambridge (UK), James Clarke and Co Ltd, 2018, 319 p. (ISBN 978-0-227-17633-7, lire en ligne)

### Articles
- Agustí Nicolau-Coll, « Raimon Panikkar, une biographie intellectuelle », sur agora.qc.ca, 2 décembre 2015 (consulté le 30 avril 2020)
- (en) Gerard Hall, sm, « Multi-Faith Dialogue in Conversation with Raimon Panikkar », sur acu.edu.au, Australian Association for the Study of Religions, annual conference, 4th - 6th july 2003 (consulté le 30 avril 2020)
- Bruno Liber-Chrétien, « La pensée interreligieuse de Raimon Panikkar, un regard Bouddhiste », Revue d'éthique et de théologie morale, vol. 265, no 3,‎ 2011, p. 9-33. (DOI https://doi.org/10.3917/retm.265.0009, lire en ligne)
- (en) Joseph Prabhu, « Raimon Panikkar, 'apostle of inter-faith dialogue,' dies », sur ncronline.org, National Catholic Reporter, 31 août 2010 (consulté le 30 avril 2020)
- (en) Raimon Panikkar, « Eruption of Truth: An Interview with Raimon Panikkar », sur religion-online.org, The Christian Century, august 16 2000 (consulté le 30 avril 2020)
- « En chacun de nous se joue le destin de l'humanité (entretien avec Raimon Panikkar) », Nouvelles Clés, 2011 (consulté le 30 avril 2020)